# Tommy Morrison
Tommy Morrison (Gravette, Arkansas, 1969. január 2. – Omaha, Nebraska, 2013. szeptember 1.) amerikai nehézsúlyú ökölvívó, korábbi WBO bajnok. 52 profi mérkőzéséből mindössze hármat vesztett el.
Becenevének A Hercegnek az szolgált alapjául, hogy John Wayne-nek, a híres hollywoodi színésznek az unokaöccse volt.[pontosabban?] 1990-ben szerepet kapott a Rocky V-ben, mint Tommy Gunn, az ifjú feltörekvő ökölvívó, Rocky tanítványa, majd ellenfele.
1993 júniusában szerezte meg a WBO nehézsúlyú övét George Foreman ellen, amelyet előbb Tim Tomashek ellen még megvédett augusztusban, majd Michael Bentt ellen veszített el októberben.
1995-ben az IBC nehézsúlyú övet hódította el Donovan Ruddock ellen, amit a következő meccsen el is vesztett Lennox Lewis ellen. Profi karrierje 1996-ban gyakorlatilag véget ért, amikor kiderült, hogy HIV-fertőzött. 
2000/2001-ben börtönben ült, Kábítószer-kereskedés és más bűncselekmények miatt. 2006-ban ismét nyilvánosság elé lépett. Kijelentette, hogy nem volt HIV-fertőzött, az csak egy pletyka volt. 
2007-ben visszatért a profi boksz világába. Két győztes meccset vívott, John Castle és Matt Weishaar ellen, majd 2008-ban végleg visszavonult. 2013 augusztusára az AIDS végső fázisába került, és szeptember elsején elhunyt.